# Pau Gordo
Pau Gordo é uma pequena localidade situada no sudeste da freguesia de Alcabideche, Município de Cascais, no distrito e área metropolitana de Lisboa, Portugal. Limita a norte com Bicesse, a leste com Atibá, a sul com o Bairro da Martinha (Estoril), e a oeste com o Campo de Golfe do Estoril e com a Quinta Patiño. A localidade é atravessada pela ribeira de Bicesse. Possui dentro dos seus limites as áreas da Quinta de Valverde e a área arqueológica de Zabrizes, tendo sido encontrada aqui uma campa romana.
O topónimo da localidade terá surgido em referência a um pinheiro corpulento que existiria no local.